# علا عطیه
علا عطیه (عربی: علاء عطية؛ زاده ۳ ژوئن ۱۹۹۰) یک بازیکن فوتبال اهل فلسطین است.
وی همچنین در تیم ملی فوتبال فلسطین بازی کرده است.